# Didymodon filescens
Didymodon filescens là một loài Rêu trong họ Pottiaceae. Loài này được (Hampe) A. Jaeger mô tả khoa học đầu tiên năm 1873.